# Sin rastro de ti (telenovela mexicaine, 2016)
 (mai 2020).
Si vous disposez d'ouvrages ou d'articles de référence ou si vous connaissez des sites web de qualité traitant du thème abordé ici, merci de compléter l'article en donnant les références utiles à sa vérifiabilité et en les liant à la section « Notes et références ».
Sin rastro de ti est une telenovela mexicaine produite par Silvia Cano pour Televisa. C'est une histoire originale de Carlos Quintanilla Sakar et Adriana Pelusi. Elle est diffusée entre le entre le 31 octobre 2016 et le 20 novembre 2016 sur la chaine Las Estrellas.

## Synopsis
Julia Borges (Adriana Louvier) est une pédiatre qui s'apprête à épouser son petit ami Mauricio (Danilo Carrera). Quelques jours avant son mariage avec son petit ami, elle disparaît mystérieusement sans laisser de trace. Elle revient cinq ans plus tard, sans se souvenir de rien, mais découvre que Mauricio a épousé sa sœur Camila (Ana Layevska), et qu'ils ont un fils.
Julia reviendra récupérer sa vie et l'homme qu'elle voulait épouser.
Raúl Santillana (José Elías Moreno) est un homme d'affaires prestigieux qui se consacre à son agence immobilière et à se marier et s'amuser à son gré. Galina (Gema Garoa), une ancienne prostituée russe qui se consacre désormais au mannequinat, vient à sa vie. Cinq ans plus tard, Raúl essaie de se débarrasser de Galina sans succès.
Une nuit, Luis Lara (José Pablo Minor) trouve Julia Borges au milieu de la route sanglante et vêtue d'une robe de mariée battue. Luis l'aide en l'emmenant à l'hôpital, mais il est accusé à tort de son enlèvement. Érika Santillana (Alejandra Robles Gil), avec l'aide de son père Raúl, réussit à le faire sortir de prison. Luis tombe désespérément amoureux d'Érika, mais elle entretient une relation secrète avec Julián Reynoso (Pablo Perroni).

## Distribution
- Adriana Louvier : Julia Borges / Lorena Mendoza
- Danilo Carrera : Mauricio Santillana
- Ana Layevska : Camila Borges
- José Elías Moreno : Raúl Santillana
- Fernando Ciangherotti : Dr Samuel Miller
- Roberto Blandón : Ángel Borges
- Tiaré Scanda : Dra. Rebeca Arias
- José Pablo Minor : Luis Lara
- Juan Martín Jáuregui : Braulio Portes
- Juan Pablo Medina : Tomás Burgos
- Alejandra Robles Gil : Érika Santillana
- Gema Garoa : Galina Sídorov
- Pablo Perroni : Julián Reynoso
- Alejandra Ambrosi : Berenice Díaz
- Héctor Kotsifakis : Abraham Gómez
- Pilar Padilla : Lía Galván
- Mauricio Abularach : Marco Enríquez
- Lalo Palacios : Francisco "Chisco" Medina
- Andrea Portugal : Magally Restrepo
- Marcela Morett : Dr Romera
- Marcela Ruiz Esparza : Jimena Mercado
- Carlos Guerra : Dr Mario Trejo
- Cecilia Gabriela : Sara Martínez
- Arcelia Ramírez : Gloria Miller
- Gabriela Zamora : Mirna

## Épisodes
1. «El día de la boda»
2. «Sin recuerdos»
3. «¿Quién soy?»
4. «Nada que perseguir»
5. «El secuestro»
6. «Como si nada»
7. «Confundida»
8. «El beso»
9. «¡Casados!»
10. «Justo a tiempo»
11. «El rescate»
12. «Tratamientos»
13. «La ubicación de Arias»
14. «Lejos de ti»
15. «Cumple tu palabra»
16. «Desenlace»

## Production
Les enregistrements ont commencé le 23 juin 2016. Les scènes ont été enregistrées dans les villes de New York et de Mexico.